# Успенское (Краснодарский край)
Успе́нское — село в Успенском районе Краснодарского края. Административный центр и крупнейший населённый пункт Успенского района. 
Образует муниципальное образование Успенское сельское поселение.

## География
Селение расположено в центральной части Успенского района, на левом берегу реки Кубани. Находится в 198 км к востоку от краевого центра города Краснодара и в 24 км к юго-востоку от города Армавира. В 8 км к западу от села расположено железнодорожная станция Коноково.
Граничит с землями населённых пунктов: Белецкий и Мичуринский на юго-востоке, Украинский на юге, Коноково на западе и Державный на северо-востоке.
Населённый пункт расположен в переходной от равнинной к предгорной зоне Краснодарского края. Рельеф местности представляет собой в основном холмистую местность с сильно изрезанной обрывистой долиной реки Кубани. Средние высоты на территории села составляют 250 метров над уровнем моря.
Почвенный покров на территории села в основном представлены чернозёмами предкавказскими и предгорными. В пойме рек распространены пойменные луговые почвы.
Гидрографическая сеть в основном представлена рекой Кубанью. У западной окраины села в него впадает левый приток Бечуг. 
Климат умеренно-теплый. Среднегодовая температура воздуха положительная и составляет около +10,5°С. Средняя температура июля +23,0°С, средняя температура января −2,0°С. Среднегодовое количество осадков составляет около 600 мм в год. Основная их часть приходится на период с апреля по июнь.

## История
В 1864 году, после завершения Кавказской войны, практически всё местное черкесское население было выселено в Османскую империю. На освободившиеся места массово начали переселяться крестьяне из Центральных губерний Российской империи.
Первыми жителями села были крестьяне, переселившиеся в основном из Екатеринославской, Харьковской, Полтавской и других губерний бывшей Российской империи. После отмены крепостного права, гонимые нуждою, они покидали родные места и  массово устремляясь на новые «свободные» земли в поисках лучшей доли на Кавказ.
В 1864 году 17 семей из деревни Погорьевки Екатеринославской губернии остановили на месте будущего села переселенческие возы. До 1867 года самовольное поселение не имело официального статуса и в документах описывался как «поселение между аулами Кургоковский и Коноковский».
В архивных документах сохранился «Посемейный список села Успенского, учрежденного при впадении в Кубань Айдамир Кузьмы». Список подписан начальником Урупского округа артиллерии капитаном Мамусуевым и датирован 21 октября 1867 года. Названо село в честь религиозного праздника Успения Божией Матери.
В 1924 году селение избрано административным центром новообразованного Успенского района. В 1928 году район был упразднён и передан в состав Армавирского округа.
В 1934 году Успенский район восстановлен в своих прежних границах, однако в 1960 году вновь был упразднён и включён в состав Новокубанского района.
В 1975 году Успенский район вновь восстановлен в своих прежних границах с административным центром в селе Успенском.

## Население
| 1939 | 1959  | 1979  | 1989  | 2002    | 2010    | 2021    |
| ---- | ----- | ----- | ----- | ------- | ------- | ------- |
| 3767 | ↗5970 | ↗7674 | ↗9945 | ↗11 692 | ↗12 409 | ↘11 286 |

Национальный состав
По данным Всероссийской переписи населения 2010 года:
| Народ    | Численность, чел. | Доля от всего населения, % |
| -------- | ----------------- | -------------------------- |
| русские  | 10 376            | 83,6 %                     |
| армяне   | 581               | 4,7 %                      |
| черкесы  | 379               | 3,1 %                      |
| украинцы | 152               | 1,2 %                      |
| другие   | 921               | 7,4 %                      |
| всего    | 12 409            | 100 %                      |

По данным Всероссийской переписи населения 2021 года:
| Народ             | Численность, чел. | Доля от всего населения, % |
| ----------------- | ----------------- | -------------------------- |
| русские           | 10 110            | 89,58 %                    |
| армяне            | 466               | 4,13 %                     |
| черкесы           | 376               | 3,33 %                     |
| другие/не указано | 334               | 2,96 %                     |
| всего             | 11 286            | 100,0 %                    |

## Образование
- Средняя общеобразовательная школа № 1  — ул. Почтовая, 30., с 1962 года была «имени П. Г. Дугинец».
- Средняя общеобразовательная школа № 2 «имени Ю. А. Гагарина» — ул. Гагарина, 2.
- Начальная школа Детский Сад № 1.
- Начальная школа Детский Сад № 2.
- ГБПОУ Успенский техникум механизации и профессиональных технологий.

## Здравоохранение
- ГБУЗ ЦРБ МЗКК
- Районная поликлиника
- Участковая больница

## Экономика
- ООО «Кубаньвессервис», производство автомобильных и вагонных весов, товарного бетона и изделий из него.
- АО «Успенский сахарник» производство сахара-песка.
- ООО «Агрофирма «Агросахар» растениеводство.
- ООО СКЗМК Северо-Кавказский завод металлоконструкций.

## Известные уроженцы
- Лихачёв Николай Владимирович — технический писатель, журналист, хакер.
- Дугинец, Прасковья Григорьевна — учительница, революционерка. Её именем в городе названа улица, дом в котором она жила — памятник истории и культуры.
- Поддубный, Александр Яковлевич  (9 июня 1927 —  1982) — Герой Социалистического Труда